# No Pants Day

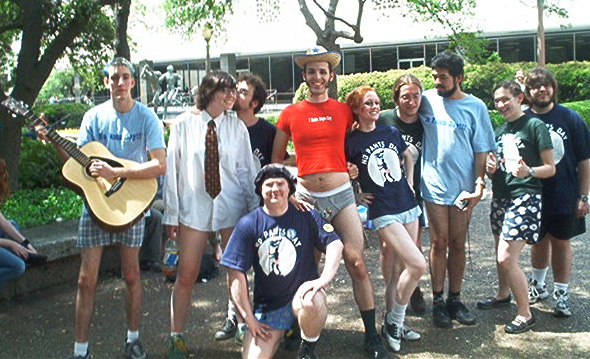
Participants au No Pants Day 2004 à Austin, au Texas.

Le No Pants Day (« journée sans pantalons » en français) est une fête célébrée occasionnellement dans plusieurs pays occidentaux anglophones et dans d'autres pays le 13 janvier en ne portant pas de pantalons. Les participants sont invités à agir comme s'il était normal de ne pas porter de pantalons en public. Ils peuvent ainsi se sentir libre de briser un tabou, et s'amuser de la réaction des gens qui ne connaissent pas cet événement.
Un épais et modeste caleçon est recommandé pour le No Pants Day mais les autres sous-vêtements, tel que le slip ou le shorty, font aussi bien l'affaire. Cependant, en plus du pantalon, le port d'autres vêtements des jambes conventionnels comme les jupes, les robes, les shorts et les kilts est également exclu.
Selon certains textes non confirmés[pas clair], les origines de la fête remonteraient à 1985/1986 mais il n'y a aucune preuve connue de ces premières célébrations. Le Knighthood of BUH à l'Université du Texas d'Austin est définie comme étant le principal organisateur et défenseur du No Pants Day. Austin, considérée comme la ville d'origine de la fête, célèbre l'événement depuis 1997 selon une circulaire de 1999.